# Pecetto di Valenza
Pecetto di Valenza là một đô thị ở tỉnh Alessandria trong vùng Piedmont của Italia, có vị trí cách khoảng 80 km về phía đông của Torino và khoảng 8 km về phía đông bắc của Alessandria. Tại thời điểm ngày 31 tháng 12 năm 2004, đô thị này có dân số 1.322 người và diện tích là 11,4 km².
Pecetto di Valenza giáp các đô thị: Alessandria, Bassignana, Montecastello, Pietra Marazzi, và Valenza.